# Графшафт (Рейнланд)
Графшафт (нім. Grafschaft) — громада в Німеччині, розташована в землі Рейнланд-Пфальц. Входить до складу району Арвайлер. 
Площа — 57,55 км2. Населення становить 10 912 ос. (станом на 31 грудня 2020).